# HC Hlinsko
HC Hlinsko (celým názvem: Hockey Club Hlinsko) je český klub ledního hokeje, který sídlí v Hlinsku v Pardubickém kraji. Založen byl v roce 1920 pod názvem SK Hlinsko. Svůj současný název nese od roku 1994. Od sezóny 2006/07 působí v Pardubické krajské lize, čtvrté české nejvyšší soutěži ledního hokeje. Klubové barvy jsou červená a bílá.
Své domácí zápasy odehrává na zimním stadionu Hlinsko s kapacitou 1 400 diváků.

## Historické názvy
Zdroj:
- 1920 – SK Hlinsko (Sportovní klub Hlinsko)
- TJ Spartak Hlinsko (Tělovýchovná jednota Spartak Hlinsko)
- 1994 – HC Hlinsko (Hockey Club Hlinsko)

## Přehled ligové účasti
Stručný přehled
Zdroj:
- 1971–1973: Divize – sk. C (3. ligová úroveň v Československu)
- 1973–1977: Divize – sk. C (4. ligová úroveň v Československu)
- 1987–1988: Východočeský krajský přebor (4. ligová úroveň v Československu)
- 2003–2006: Královéhradecká a Pardubická krajská liga – sk. B (4. ligová úroveň v České republice)
- 2006–2012: Pardubická krajská liga (4. ligová úroveň v České republice)
- 2012–2013: Pardubická krajská liga – sk. Západ (4. ligová úroveň v České republice)
- 2013– : Pardubická krajská liga (4. ligová úroveň v České republice)

Jednotlivé ročníky
Zdroj:
Legenda: ZČ - základní část, červené podbarvení - sestup, zelené podbarvení - postup, fialové podbarvení - reorganizace, změna skupiny či soutěže
| Československo (1971 – 1993) |                                                   |           |           |                                       |                       |
| Sezóny                       | Soutěž                                            | Úroveň    | ZČ        | Play-off, nadstavba, sk. o udržení... | Poznámky              |
| 1971/72                      | Divize – sk. C                                    | 3. úroveň | 7. místo  |                                       |                       |
| 1972/73                      | Divize – sk. C                                    | 3. úroveň | 4. místo  |                                       | Reorganizace          |
| 1973/74                      | Divize – sk. C                                    | 4. úroveň | 2. místo  |                                       |                       |
| 1974/75                      | Divize – sk. C                                    | 4. úroveň | 1. místo  |                                       | Kvalifikace           |
| 1975/76                      | Divize – sk. C                                    | 4. úroveň | 5. místo  |                                       |                       |
| 1976/77                      | Divize – sk. C                                    | 4. úroveň | –. místo  |                                       | Odstoupení ze soutěže |
| ...                          |                                                   |           |           |                                       |                       |
| 1987/88                      | Východočeský krajský přebor                       | 4. úroveň | –. místo  |                                       |                       |
| ...                          |                                                   |           |           |                                       |                       |
| Česko (1993 – )              |                                                   |           |           |                                       |                       |
| Sezóny                       | Soutěž                                            | Úroveň    | ZČ        | Play-off, nadstavba, sk. o udržení... | Poznámky              |
| ...                          |                                                   |           |           |                                       |                       |
| 2003/04                      | Královéhradecká a Pardubická krajská liga – sk. B | 4. úroveň | 6. místo  | Skupina o umístění (14. místo)        |                       |
| 2004/05                      | Královéhradecká a Pardubická krajská liga – sk. B | 4. úroveň | 8. místo  | Skupina o umístění (15. místo)        |                       |
| 2005/06                      | Královéhradecká a Pardubická krajská liga – sk. B | 4. úroveň | 5. místo  | Skupina o umístění B (5. místo)       | Reorganizace          |
| 2006/07                      | Pardubická krajská liga                           | 4. úroveň | 6. místo  | Skupina o umístění (7. místo)         |                       |
| 2007/08                      | Pardubická krajská liga                           | 4. úroveň | 7. místo  | Skupina o umístění (7. místo)         |                       |
| 2008/09                      | Pardubická krajská liga                           | 4. úroveň | 7. místo  | Čtvrtfinále                           |                       |
| 2009/10                      | Pardubická krajská liga                           | 4. úroveň | 4. místo  | Zápas o 3. místo (výhra)              |                       |
| 2010/11                      | Pardubická krajská liga                           | 4. úroveň | 5. místo  | Zápas o 3. místo (prohra)             |                       |
| 2011/12                      | Pardubická krajská liga                           | 4. úroveň | 6. místo  | Zápas o 5. místo (výhra)              | Reorganizace          |
| 2012/13                      | Pardubická krajská liga – sk. Západ               | 4. úroveň | 2. místo  | Čtvrtfinále                           | Reorganizace          |
| 2013/14                      | Pardubická krajská liga                           | 4. úroveň | 10. místo | O pohár Vladimíra Martince (Vítěz)    |                       |
| 2014/15                      | Pardubická krajská liga                           | 4. úroveň | 8. místo  | Čtvrtfinále                           |                       |
| 2015/16                      | Pardubická krajská liga                           | 4. úroveň | 6. místo  | Čtvrtfinále                           |                       |
| 2016/17                      | Pardubická krajská liga                           | 4. úroveň | 6. místo  | Čtvrtfinále                           |                       |
| 2017/18                      | Pardubická krajská liga                           | 4. úroveň | 3. místo  | Zápas o 3. místo (výhra)              |                       |
| 2018/19                      | Pardubická krajská liga                           | 4. úroveň | 6. místo  | Čtvrtfinále                           |                       |
| 2019/20                      | Pardubická krajská liga                           | 4. úroveň |           |                                       |                       |